# Cordiozetes olahi
Cordiozetes olahi är en kvalsterart som beskrevs av Sandór Mahunka 1987. Cordiozetes olahi ingår i släktet Cordiozetes och familjen Liebstadiidae. Inga underarter finns listade i Catalogue of Life.